# Herb gminy Lipnica Murowana
Herb gminy Lipnica Murowana – jeden z symboli gminy Lipnica Murowana, ustanowiony 28 kwietnia 2005.

## Wygląd i symbolika
Herb przedstawia na tarczy koloru błękitnego złotą lipę ze złotymi liśćmi, z przebitym pniem przez srebrny miecz ze złotą rękojeścią. Herb swoją symboliką nawiązuje do nazwy gminy i legend o powstaniu Lipnicy Murowanej.